# جوزيف تشارلز مارين
جوزيف تشارلز مارين (بالفرنسية: Joseph Charles Marin)‏ هو مصمم وفنان فرنسي، ولد في 1759 في باريس في فرنسا، وتوفي بنفس المكان في 18 سبتمبر 1834.

## وصلات خارجية
- جوزيف تشارلز مارين على موقع الموسوعة البريطانية (الإنجليزية)